# Tour de Hongrie 2023
Le Tour de Hongrie 2023 est la 44e édition de cette course cycliste par étapes masculine. Il a lieu en Hongrie du 10 mai au 14 mai 2023. Il se déroule entre Szentgotthárd et Budapest sur un parcours de 882 km et fait partie pour la première fois du calendrier UCI ProSeries, le deuxième niveau du cyclisme international, en catégorie 2.Pro.

## Présentation

### Parcours
Le Tour de Hongrie est tracé sur cinq étapes pour une distance totale de 882 kilomètres. La première étape est constituée de deux boucles identiques partant et arrivant à Szentgotthárd, à proximité de la frontière avec l'Autriche. La quatrième étape, qui pourrait être décisive, est la plus longue et se termine au sommet du Dobogókö (montée de 10,6 km avec une pente moyenne de 4,4 %). La cinquième et dernière étape se court à Budapest sous la forme d'un circuit urbain de 10 km à accomplir 15 fois et tracé presque exclusivement le long des quais du Danube mais s'en écartant pour franchir la côte de Budai Vár longue d'1 km.
En raison de conditions climatiques jugées trop dangereuses par les organisateurs à cause de pluies intenses rendant le circuit autour de Budapest extrêmement glissant, la 5e et dernière étape a été annulée.

### Équipes
Vingt-deux équipes participent à ce Tour de Hongrie - 9 équipes UCI World Tour, 9 équipes UCI ProTeam, 3 équipes continentales et 1 sélection nationale :
| WorldTeams (9)- Alpecin-Deceuninck - Bahrain Victorious - Bora-Hansgrohe - Ineos Grenadiers - Soudal Quick-Step - Team DSM - Team Jayco AlUla - Trek-Segafredo - UAE Team Emirates ProTeams (9)- Caja Rural-Seguros RGA - Eolo-Kometa - Human Powered Health - Israel-Premier Tech - Lotto Dstny - Q36.5 Pro Cycling Team - Team Flanders-Baloise - Team Novo Nordisk - Tudor Pro Cycling Team Équipes continentales (3)- ATT Investments - Sofer-Savini Due-OMZ - Epronex-Hungary Cycling Team Équipe nationale- Hongrie |
| |

## Étapes
| Étape     | Date   | Villes étapes                 | type                      | Distance (km) | Dénivelé (m) | Vainqueur d'étape | Leader du classement général |
| --------- | ------ | ----------------------------- | ------------------------- | ------------- | ------------ | ----------------- | ---------------------------- |
| 1re étape | 10 mai | Szentgotthárd – Szentgotthárd | étape de plaine           | 168,6         | 821 m        | Dylan Groenewegen | Dylan Groenewegen            |
| 2e étape  | 11 mai | Zalaegerszeg – Keszthely      | étape de plaine           | 175,3         | 923 m        | Fabio Jakobsen    | Fabio Jakobsen               |
| 3e étape  | 12 mai | Kaposvár – Pécs               | étape de moyenne montagne | 179,9         | 2 511 m      | Marc Hirschi      | Marc Hirschi                 |
| 4e étape  | 13 mai | Martonvásár – Dobogó-kő       | étape de moyenne montagne | 206,4         | 2 646 m      | Yannis Voisard    | Marc Hirschi                 |
| 5e étape  | 14 mai | Budapest – Budapest           | étape de plaine           | 150           | 224 m        | annulé/abandonné  | Marc Hirschi                 |

## Déroulement de la course

### 1reétape
| \| Classement de l'étape \| Classement de l'étape \| Classement de l'étape \| Classement de l'étape \| Classement de l'étape \| \| Coureur \| Coureur \| Pays \| Équipe \| Temps \| \| --------------------- \| --------------------- \| --------------------- \| ---------------------- \| --------------------- \| \| 1er \| Dylan Groenewegen \| Pays-Bas \| Team Jayco AlUla \| 3 h 42 min 56 s \| \| 2e \| Sam Bennett \| Irlande \| Bora-Hansgrohe \| + 0 s \| \| 3e \| Caleb Ewan \| Australie \| Lotto Dstny \| + 0 s \| \| 4e \| Phil Bauhaus \| Allemagne \| Bahrain Victorious \| + 0 s \| \| 5e \| Álvaro Hodeg \| Colombie \| UAE Team Emirates \| + 0 s \| \| 6e \| Maikel Zijlaard \| Pays-Bas \| Tudor Pro Cycling Team \| + 0 s \| \| 7e \| Fabio Jakobsen \| Pays-Bas \| Soudal Quick-Step \| + 0 s \| \| 8e \| Matyáš Kopecký \| Tchéquie \| Team Novo Nordisk \| + 0 s \| \| 9e \| Sasha Weemaes \| Belgique \| Human Powered Health \| + 0 s \| \| 10e \| Jules Hesters \| Belgique \| Team Flanders-Baloise \| + 0 s \| |                   |           |                        |                 |
| |                   |           |                        |                 |
| Source : ProCyclingStats |                   |           |                        |                 |
| Classement de l'étape |                   |           |                        |                 |
| Coureur | Coureur           | Pays      | Équipe                 | Temps           |
| 1er | Dylan Groenewegen | Pays-Bas  | Team Jayco AlUla       | 3 h 42 min 56 s |
| 2e | Sam Bennett       | Irlande   | Bora-Hansgrohe         | + 0 s           |
| 3e | Caleb Ewan        | Australie | Lotto Dstny            | + 0 s           |
| 4e | Phil Bauhaus      | Allemagne | Bahrain Victorious     | + 0 s           |
| 5e | Álvaro Hodeg      | Colombie  | UAE Team Emirates      | + 0 s           |
| 6e | Maikel Zijlaard   | Pays-Bas  | Tudor Pro Cycling Team | + 0 s           |
| 7e | Fabio Jakobsen    | Pays-Bas  | Soudal Quick-Step      | + 0 s           |
| 8e | Matyáš Kopecký    | Tchéquie  | Team Novo Nordisk      | + 0 s           |
| 9e | Sasha Weemaes     | Belgique  | Human Powered Health   | + 0 s           |
| 10e | Jules Hesters     | Belgique  | Team Flanders-Baloise  | + 0 s           |

| \| Classement général \| Classement général \| Classement général \| Classement général \| Classement général \| \| Coureur \| Coureur \| Pays \| Équipe \| Temps \| \| ------------------ \| ------------------ \| ------------------ \| ---------------------------- \| ------------------ \| \| 1er \| Dylan Groenewegen \| Pays-Bas \| Team Jayco AlUla \| 3 h 42 min 46 s \| \| 2e \| Matúš Štoček \| Slovaquie \| ATT Investments \| + 2 s \| \| 3e \| Sam Bennett \| Irlande \| Bora-Hansgrohe \| + 4 s \| \| 4e \| Charles Planet \| France \| Team Novo Nordisk \| + 5 s \| \| 5e \| Caleb Ewan \| Australie \| Lotto Dstny \| + 6 s \| \| 6e \| Balázs Rózsa \| Hongrie \| Epronex-Hungary Cycling Team \| + 7 s \| \| 7e \| Ward Vanhoof \| Belgique \| Team Flanders-Baloise \| + 9 s \| \| 8e \| Zétény Szijártó \| Hongrie \| Hongrie \| + 9 s \| \| 9e \| Phil Bauhaus \| Allemagne \| Bahrain Victorious \| + 10 s \| \| 10e \| Álvaro Hodeg \| Colombie \| UAE Team Emirates \| + 10 s \| |                   |           |                              |                 |
| |                   |           |                              |                 |
| Source : ProCyclingStats |                   |           |                              |                 |
| Classement général |                   |           |                              |                 |
| Coureur | Coureur           | Pays      | Équipe                       | Temps           |
| 1er | Dylan Groenewegen | Pays-Bas  | Team Jayco AlUla             | 3 h 42 min 46 s |
| 2e | Matúš Štoček      | Slovaquie | ATT Investments              | + 2 s           |
| 3e | Sam Bennett       | Irlande   | Bora-Hansgrohe               | + 4 s           |
| 4e | Charles Planet    | France    | Team Novo Nordisk            | + 5 s           |
| 5e | Caleb Ewan        | Australie | Lotto Dstny                  | + 6 s           |
| 6e | Balázs Rózsa      | Hongrie   | Epronex-Hungary Cycling Team | + 7 s           |
| 7e | Ward Vanhoof      | Belgique  | Team Flanders-Baloise        | + 9 s           |
| 8e | Zétény Szijártó   | Hongrie   | Hongrie                      | + 9 s           |
| 9e | Phil Bauhaus      | Allemagne | Bahrain Victorious           | + 10 s          |
| 10e | Álvaro Hodeg      | Colombie  | UAE Team Emirates            | + 10 s          |

### 2eétape
| \| Classement de l'étape \| Classement de l'étape \| Classement de l'étape \| Classement de l'étape \| Classement de l'étape \| \| Coureur \| Coureur \| Pays \| Équipe \| Temps \| \| --------------------- \| --------------------- \| --------------------- \| ---------------------- \| --------------------- \| \| 1er \| Fabio Jakobsen \| Pays-Bas \| Soudal Quick-Step \| 4 h 05 min 21 s \| \| 2e \| Phil Bauhaus \| Allemagne \| Bahrain Victorious \| + 0 s \| \| 3e \| Vito Braet \| Belgique \| Team Flanders-Baloise \| + 0 s \| \| 4e \| Casper van Uden \| Pays-Bas \| Team DSM \| + 0 s \| \| 5e \| Maikel Zijlaard \| Pays-Bas \| Tudor Pro Cycling Team \| + 0 s \| \| 6e \| Thibau Nys \| Belgique \| Trek-Segafredo \| + 0 s \| \| 7e \| Caleb Ewan \| Australie \| Lotto Dstny \| + 0 s \| \| 8e \| Taj Jones \| Australie \| Israel-Premier Tech \| + 0 s \| \| 9e \| Matteo Moschetti \| Italie \| Q36.5 Pro Cycling Team \| + 0 s \| \| 10e \| Matyáš Kopecký \| Tchéquie \| Team Novo Nordisk \| + 0 s \| |                  |           |                        |                 |
| |                  |           |                        |                 |
| Source : ProCyclingStats |                  |           |                        |                 |
| Classement de l'étape |                  |           |                        |                 |
| Coureur | Coureur          | Pays      | Équipe                 | Temps           |
| 1er | Fabio Jakobsen   | Pays-Bas  | Soudal Quick-Step      | 4 h 05 min 21 s |
| 2e | Phil Bauhaus     | Allemagne | Bahrain Victorious     | + 0 s           |
| 3e | Vito Braet       | Belgique  | Team Flanders-Baloise  | + 0 s           |
| 4e | Casper van Uden  | Pays-Bas  | Team DSM               | + 0 s           |
| 5e | Maikel Zijlaard  | Pays-Bas  | Tudor Pro Cycling Team | + 0 s           |
| 6e | Thibau Nys       | Belgique  | Trek-Segafredo         | + 0 s           |
| 7e | Caleb Ewan       | Australie | Lotto Dstny            | + 0 s           |
| 8e | Taj Jones        | Australie | Israel-Premier Tech    | + 0 s           |
| 9e | Matteo Moschetti | Italie    | Q36.5 Pro Cycling Team | + 0 s           |
| 10e | Matyáš Kopecký   | Tchéquie  | Team Novo Nordisk      | + 0 s           |

| \| Classement général \| Classement général \| Classement général \| Classement général \| Classement général \| \| Coureur \| Coureur \| Pays \| Équipe \| Temps \| \| ------------------ \| ------------------ \| ------------------ \| --------------------- \| ------------------ \| \| 1er \| Fabio Jakobsen \| Pays-Bas \| Soudal Quick-Step \| 7 h 48 min 07 s \| \| 2e \| Dylan Groenewegen \| Pays-Bas \| Team Jayco AlUla \| + 0 s \| \| 3e \| Matúš Štoček \| Slovaquie \| ATT Investments \| + 2 s \| \| 4e \| Phil Bauhaus \| Allemagne \| Bahrain Victorious \| + 4 s \| \| 5e \| Sam Bennett \| Irlande \| Bora-Hansgrohe \| + 4 s \| \| 6e \| Filippo Ridolfo \| Italie \| Team Novo Nordisk \| + 4 s \| \| 7e \| Caleb Ewan \| Australie \| Lotto Dstny \| + 6 s \| \| 8e \| Vito Braet \| Belgique \| Team Flanders-Baloise \| + 6 s \| \| 9e \| Jhonatan Narváez \| Équateur \| Ineos Grenadiers \| + 7 s \| \| 10e \| Daniel Turek \| Tchéquie \| ATT Investments \| + 7 s \| |                   |           |                       |                 |
| |                   |           |                       |                 |
| Source : ProCyclingStats |                   |           |                       |                 |
| Classement général |                   |           |                       |                 |
| Coureur | Coureur           | Pays      | Équipe                | Temps           |
| 1er | Fabio Jakobsen    | Pays-Bas  | Soudal Quick-Step     | 7 h 48 min 07 s |
| 2e | Dylan Groenewegen | Pays-Bas  | Team Jayco AlUla      | + 0 s           |
| 3e | Matúš Štoček      | Slovaquie | ATT Investments       | + 2 s           |
| 4e | Phil Bauhaus      | Allemagne | Bahrain Victorious    | + 4 s           |
| 5e | Sam Bennett       | Irlande   | Bora-Hansgrohe        | + 4 s           |
| 6e | Filippo Ridolfo   | Italie    | Team Novo Nordisk     | + 4 s           |
| 7e | Caleb Ewan        | Australie | Lotto Dstny           | + 6 s           |
| 8e | Vito Braet        | Belgique  | Team Flanders-Baloise | + 6 s           |
| 9e | Jhonatan Narváez  | Équateur  | Ineos Grenadiers      | + 7 s           |
| 10e | Daniel Turek      | Tchéquie  | ATT Investments       | + 7 s           |

### 3eétape
| \| Classement de l'étape \| Classement de l'étape \| Classement de l'étape \| Classement de l'étape \| Classement de l'étape \| \| Coureur \| Coureur \| Pays \| Équipe \| Temps \| \| --------------------- \| --------------------- \| --------------------- \| ---------------------- \| --------------------- \| \| 1er \| Marc Hirschi \| Suisse \| UAE Team Emirates \| 4 h 26 min 57 s \| \| 2e \| Ben Tulett \| Royaume-Uni \| Ineos Grenadiers \| + 8 s \| \| 3e \| Max Poole \| Royaume-Uni \| Team DSM \| + 10 s \| \| 4e \| Sylvain Moniquet \| Belgique \| Lotto Dstny \| + 12 s \| \| 5e \| Oscar Onley \| Royaume-Uni \| Team DSM \| + 12 s \| \| 6e \| Matteo Fabbro \| Italie \| Bora-Hansgrohe \| + 12 s \| \| 7e \| Egan Bernal \| Colombie \| Ineos Grenadiers \| + 12 s \| \| 8e \| Yannis Voisard \| Suisse \| Tudor Pro Cycling Team \| + 23 s \| \| 9e \| Matteo Badilatti \| Suisse \| Q36.5 Pro Cycling Team \| + 23 s \| \| 10e \| Márton Dina \| Hongrie \| ATT Investments \| + 23 s \| |                  |             |                        |                 |
| |                  |             |                        |                 |
| Source : ProCyclingStats |                  |             |                        |                 |
| Classement de l'étape |                  |             |                        |                 |
| Coureur | Coureur          | Pays        | Équipe                 | Temps           |
| 1er | Marc Hirschi     | Suisse      | UAE Team Emirates      | 4 h 26 min 57 s |
| 2e | Ben Tulett       | Royaume-Uni | Ineos Grenadiers       | + 8 s           |
| 3e | Max Poole        | Royaume-Uni | Team DSM               | + 10 s          |
| 4e | Sylvain Moniquet | Belgique    | Lotto Dstny            | + 12 s          |
| 5e | Oscar Onley      | Royaume-Uni | Team DSM               | + 12 s          |
| 6e | Matteo Fabbro    | Italie      | Bora-Hansgrohe         | + 12 s          |
| 7e | Egan Bernal      | Colombie    | Ineos Grenadiers       | + 12 s          |
| 8e | Yannis Voisard   | Suisse      | Tudor Pro Cycling Team | + 23 s          |
| 9e | Matteo Badilatti | Suisse      | Q36.5 Pro Cycling Team | + 23 s          |
| 10e | Márton Dina      | Hongrie     | ATT Investments        | + 23 s          |

| \| Classement général \| Classement général \| Classement général \| Classement général \| Classement général \| \| Coureur \| Coureur \| Pays \| Équipe \| Temps \| \| ------------------ \| ------------------ \| ------------------ \| ---------------------- \| ------------------ \| \| 1er \| Marc Hirschi \| Suisse \| UAE Team Emirates \| 12 h 15 min 04 s \| \| 2e \| Ben Tulett \| Royaume-Uni \| Ineos Grenadiers \| + 10 s \| \| 3e \| Max Poole \| Royaume-Uni \| Team DSM \| + 16 s \| \| 4e \| Oscar Onley \| Royaume-Uni \| Team DSM \| + 22 s \| \| 5e \| Sylvain Moniquet \| Belgique \| Lotto Dstny \| + 22 s \| \| 6e \| Matteo Fabbro \| Italie \| Bora-Hansgrohe \| + 22 s \| \| 7e \| Egan Bernal \| Colombie \| Ineos Grenadiers \| + 22 s \| \| 8e \| Márton Dina \| Hongrie \| ATT Investments \| + 33 s \| \| 9e \| Yannis Voisard \| Suisse \| Tudor Pro Cycling Team \| + 33 s \| \| 10e \| Matteo Badilatti \| Suisse \| Q36.5 Pro Cycling Team \| + 33 s \| |                  |             |                        |                  |
| |                  |             |                        |                  |
| Source : ProCyclingStats |                  |             |                        |                  |
| Classement général |                  |             |                        |                  |
| Coureur | Coureur          | Pays        | Équipe                 | Temps            |
| 1er | Marc Hirschi     | Suisse      | UAE Team Emirates      | 12 h 15 min 04 s |
| 2e | Ben Tulett       | Royaume-Uni | Ineos Grenadiers       | + 10 s           |
| 3e | Max Poole        | Royaume-Uni | Team DSM               | + 16 s           |
| 4e | Oscar Onley      | Royaume-Uni | Team DSM               | + 22 s           |
| 5e | Sylvain Moniquet | Belgique    | Lotto Dstny            | + 22 s           |
| 6e | Matteo Fabbro    | Italie      | Bora-Hansgrohe         | + 22 s           |
| 7e | Egan Bernal      | Colombie    | Ineos Grenadiers       | + 22 s           |
| 8e | Márton Dina      | Hongrie     | ATT Investments        | + 33 s           |
| 9e | Yannis Voisard   | Suisse      | Tudor Pro Cycling Team | + 33 s           |
| 10e | Matteo Badilatti | Suisse      | Q36.5 Pro Cycling Team | + 33 s           |

### 4eétape
| \| Classement de l'étape \| Classement de l'étape \| Classement de l'étape \| Classement de l'étape \| Classement de l'étape \| \| Coureur \| Coureur \| Pays \| Équipe \| Temps \| \| --------------------- \| --------------------- \| --------------------- \| ---------------------- \| --------------------- \| \| 1er \| Yannis Voisard \| Suisse \| Tudor Pro Cycling Team \| 5 h 04 min 14 s \| \| 2e \| Thibau Nys \| Belgique \| Trek-Segafredo \| + 10 s \| \| 3e \| Sylvain Moniquet \| Belgique \| Lotto Dstny \| + 10 s \| \| 4e \| Marc Hirschi \| Suisse \| UAE Team Emirates \| + 10 s \| \| 5e \| Ben Tulett \| Royaume-Uni \| Ineos Grenadiers \| + 10 s \| \| 6e \| Max Poole \| Royaume-Uni \| Team DSM \| + 10 s \| \| 7e \| Matteo Fabbro \| Italie \| Bora-Hansgrohe \| + 10 s \| \| 8e \| Oscar Onley \| Royaume-Uni \| Team DSM \| + 10 s \| \| 9e \| Davide Piganzoli \| Italie \| Eolo-Kometa \| + 10 s \| \| 10e \| Paul Double \| Royaume-Uni \| Human Powered Health \| + 10 s \| |                  |             |                        |                 |
| |                  |             |                        |                 |
| Source : ProCyclingStats |                  |             |                        |                 |
| Classement de l'étape |                  |             |                        |                 |
| Coureur | Coureur          | Pays        | Équipe                 | Temps           |
| 1er | Yannis Voisard   | Suisse      | Tudor Pro Cycling Team | 5 h 04 min 14 s |
| 2e | Thibau Nys       | Belgique    | Trek-Segafredo         | + 10 s          |
| 3e | Sylvain Moniquet | Belgique    | Lotto Dstny            | + 10 s          |
| 4e | Marc Hirschi     | Suisse      | UAE Team Emirates      | + 10 s          |
| 5e | Ben Tulett       | Royaume-Uni | Ineos Grenadiers       | + 10 s          |
| 6e | Max Poole        | Royaume-Uni | Team DSM               | + 10 s          |
| 7e | Matteo Fabbro    | Italie      | Bora-Hansgrohe         | + 10 s          |
| 8e | Oscar Onley      | Royaume-Uni | Team DSM               | + 10 s          |
| 9e | Davide Piganzoli | Italie      | Eolo-Kometa            | + 10 s          |
| 10e | Paul Double      | Royaume-Uni | Human Powered Health   | + 10 s          |

| \| Classement général \| Classement général \| Classement général \| Classement général \| Classement général \| \| Coureur \| Coureur \| Pays \| Équipe \| Temps \| \| ------------------ \| ------------------ \| ------------------ \| ---------------------- \| ------------------ \| \| 1er \| Marc Hirschi \| Suisse \| UAE Team Emirates \| 17 h 19 min 28 s \| \| 2e \| Ben Tulett \| Royaume-Uni \| Ineos Grenadiers \| + 10 s \| \| 3e \| Yannis Voisard \| Suisse \| Tudor Pro Cycling Team \| + 13 s \| \| 4e \| Max Poole \| Royaume-Uni \| Team DSM \| + 16 s \| \| 5e \| Sylvain Moniquet \| Belgique \| Lotto Dstny \| + 18 s \| \| 6e \| Oscar Onley \| Royaume-Uni \| Team DSM \| + 22 s \| \| 7e \| Matteo Fabbro \| Italie \| Bora-Hansgrohe \| + 22 s \| \| 8e \| Egan Bernal \| Colombie \| Ineos Grenadiers \| + 22 s \| \| 9e \| Davide Piganzoli \| Italie \| Eolo-Kometa \| + 45 s \| \| 10e \| Abel Balderstone \| Espagne \| Caja Rural-Seguros RGA \| + 45 s \| |                  |             |                        |                  |
| |                  |             |                        |                  |
| Source : ProCyclingStats |                  |             |                        |                  |
| Classement général |                  |             |                        |                  |
| Coureur | Coureur          | Pays        | Équipe                 | Temps            |
| 1er | Marc Hirschi     | Suisse      | UAE Team Emirates      | 17 h 19 min 28 s |
| 2e | Ben Tulett       | Royaume-Uni | Ineos Grenadiers       | + 10 s           |
| 3e | Yannis Voisard   | Suisse      | Tudor Pro Cycling Team | + 13 s           |
| 4e | Max Poole        | Royaume-Uni | Team DSM               | + 16 s           |
| 5e | Sylvain Moniquet | Belgique    | Lotto Dstny            | + 18 s           |
| 6e | Oscar Onley      | Royaume-Uni | Team DSM               | + 22 s           |
| 7e | Matteo Fabbro    | Italie      | Bora-Hansgrohe         | + 22 s           |
| 8e | Egan Bernal      | Colombie    | Ineos Grenadiers       | + 22 s           |
| 9e | Davide Piganzoli | Italie      | Eolo-Kometa            | + 45 s           |
| 10e | Abel Balderstone | Espagne     | Caja Rural-Seguros RGA | + 45 s           |

### 5eétape
L'étape est annulée en raison des conditions météorologiques.

## Classements finals

### Classement général final
| \| Classement général \| Classement général \| Classement général \| Classement général \| Classement général \| \| Coureur \| Coureur \| Pays \| Équipe \| Temps \| \| ------------------ \| ------------------ \| ------------------ \| ---------------------- \| ------------------ \| \| 1er \| Marc Hirschi \| Suisse \| UAE Team Emirates \| 17 h 19 min 28 s \| \| 2e \| Ben Tulett \| Royaume-Uni \| Ineos Grenadiers \| + 10 s \| \| 3e \| Yannis Voisard \| Suisse \| Tudor Pro Cycling Team \| + 13 s \| \| 4e \| Max Poole \| Royaume-Uni \| Team DSM \| + 16 s \| \| 5e \| Sylvain Moniquet \| Belgique \| Lotto Dstny \| + 18 s \| \| 6e \| Oscar Onley \| Royaume-Uni \| Team DSM \| + 22 s \| \| 7e \| Matteo Fabbro \| Italie \| Bora-Hansgrohe \| + 22 s \| \| 8e \| Egan Bernal \| Colombie \| Ineos Grenadiers \| + 22 s \| \| 9e \| Davide Piganzoli \| Italie \| Eolo-Kometa \| + 45 s \| \| 10e \| Abel Balderstone \| Espagne \| Caja Rural-Seguros RGA \| + 45 s \| |                  |             |                        |                  |
| |                  |             |                        |                  |
| Source : ProCyclingStats |                  |             |                        |                  |
| Classement général |                  |             |                        |                  |
| Coureur | Coureur          | Pays        | Équipe                 | Temps            |
| 1er | Marc Hirschi     | Suisse      | UAE Team Emirates      | 17 h 19 min 28 s |
| 2e | Ben Tulett       | Royaume-Uni | Ineos Grenadiers       | + 10 s           |
| 3e | Yannis Voisard   | Suisse      | Tudor Pro Cycling Team | + 13 s           |
| 4e | Max Poole        | Royaume-Uni | Team DSM               | + 16 s           |
| 5e | Sylvain Moniquet | Belgique    | Lotto Dstny            | + 18 s           |
| 6e | Oscar Onley      | Royaume-Uni | Team DSM               | + 22 s           |
| 7e | Matteo Fabbro    | Italie      | Bora-Hansgrohe         | + 22 s           |
| 8e | Egan Bernal      | Colombie    | Ineos Grenadiers       | + 22 s           |
| 9e | Davide Piganzoli | Italie      | Eolo-Kometa            | + 45 s           |
| 10e | Abel Balderstone | Espagne     | Caja Rural-Seguros RGA | + 45 s           |

### Classements annexes
| Classement par points | Classement par points | Classement par points | Classement par points  | Classement par points |
| Coureur               | Coureur               | Pays                  | Équipe                 | Points                |
| --------------------- | --------------------- | --------------------- | ---------------------- | --------------------- |
| 1er                   | Matúš Štoček          | Slovaquie             | ATT Investments        | 28 pts                |
| 2e                    | Marc Hirschi          | Suisse                | UAE Team Emirates      | 23 pts                |
| 3e                    | Dries De Bondt        | Belgique              | Alpecin-Deceuninck     | 22 pts                |
| 4e                    | Ben Tulett            | Royaume-Uni           | Ineos Grenadiers       | 21 pts                |
| 5e                    | Phil Bauhaus          | Allemagne             | Bahrain Victorious     | 20 pts                |
| 6e                    | Fabio Jakobsen        | Pays-Bas              | Soudal Quick-Step      | 19 pts                |
| 7e                    | Yannis Voisard        | Suisse                | Tudor Pro Cycling Team | 18 pts                |
| 8e                    | Sylvain Moniquet      | Belgique              | Lotto Dstny            | 18 pts                |
| 9e                    | Thibau Nys            | Belgique              | Trek-Segafredo         | 17 pts                |
| 10e                   | Dylan Groenewegen     | Pays-Bas              | Team Jayco AlUla       | 15 pts                |

| Classement par points | Classement par points | Classement par points | Classement par points  | Classement par points |
| Coureur               | Coureur               | Pays                  | Équipe                 | Points                |
| --------------------- | --------------------- | --------------------- | ---------------------- | --------------------- |
| 1er                   | Matúš Štoček          | Slovaquie             | ATT Investments        | 28 pts                |
| 2e                    | Marc Hirschi          | Suisse                | UAE Team Emirates      | 23 pts                |
| 3e                    | Dries De Bondt        | Belgique              | Alpecin-Deceuninck     | 22 pts                |
| 4e                    | Ben Tulett            | Royaume-Uni           | Ineos Grenadiers       | 21 pts                |
| 5e                    | Phil Bauhaus          | Allemagne             | Bahrain Victorious     | 20 pts                |
| 6e                    | Fabio Jakobsen        | Pays-Bas              | Soudal Quick-Step      | 19 pts                |
| 7e                    | Yannis Voisard        | Suisse                | Tudor Pro Cycling Team | 18 pts                |
| 8e                    | Sylvain Moniquet      | Belgique              | Lotto Dstny            | 18 pts                |
| 9e                    | Thibau Nys            | Belgique              | Trek-Segafredo         | 17 pts                |
| 10e                   | Dylan Groenewegen     | Pays-Bas              | Team Jayco AlUla       | 15 pts                |

| Classement de la montagne | Classement de la montagne | Classement de la montagne | Classement de la montagne | Classement de la montagne |
| Coureur                   | Coureur                   | Pays                      | Équipe                    | Points                    |
| ------------------------- | ------------------------- | ------------------------- | ------------------------- | ------------------------- |
| 1er                       | Sebastian Schönberger     | Autriche                  | Human Powered Health      | 38 pts                    |
| 2e                        | Filippo Ridolfo           | Italie                    | Team Novo Nordisk         | 28 pts                    |
| 3e                        | Yves Lampaert             | Belgique                  | Soudal Quick-Step         | 22 pts                    |
| 4e                        | Jasper De Buyst           | Belgique                  | Lotto Dstny               | 22 pts                    |
| 5e                        | Dries De Bondt            | Belgique                  | Alpecin-Deceuninck        | 18 pts                    |
| 6e                        | Marc Hirschi              | Suisse                    | UAE Team Emirates         | 16 pts                    |
| 7e                        | Yannis Voisard            | Suisse                    | Tudor Pro Cycling Team    | 15 pts                    |
| 8e                        | Jarrad Drizners           | Australie                 | Lotto Dstny               | 15 pts                    |
| 9e                        | David Martín Romero       | Espagne                   | Eolo-Kometa               | 12 pts                    |
| 10e                       | Matúš Štoček              | Slovaquie                 | ATT Investments           | 11 pts                    |

| Classement de la montagne | Classement de la montagne | Classement de la montagne | Classement de la montagne | Classement de la montagne |
| Coureur                   | Coureur                   | Pays                      | Équipe                    | Points                    |
| ------------------------- | ------------------------- | ------------------------- | ------------------------- | ------------------------- |
| 1er                       | Sebastian Schönberger     | Autriche                  | Human Powered Health      | 38 pts                    |
| 2e                        | Filippo Ridolfo           | Italie                    | Team Novo Nordisk         | 28 pts                    |
| 3e                        | Yves Lampaert             | Belgique                  | Soudal Quick-Step         | 22 pts                    |
| 4e                        | Jasper De Buyst           | Belgique                  | Lotto Dstny               | 22 pts                    |
| 5e                        | Dries De Bondt            | Belgique                  | Alpecin-Deceuninck        | 18 pts                    |
| 6e                        | Marc Hirschi              | Suisse                    | UAE Team Emirates         | 16 pts                    |
| 7e                        | Yannis Voisard            | Suisse                    | Tudor Pro Cycling Team    | 15 pts                    |
| 8e                        | Jarrad Drizners           | Australie                 | Lotto Dstny               | 15 pts                    |
| 9e                        | David Martín Romero       | Espagne                   | Eolo-Kometa               | 12 pts                    |
| 10e                       | Matúš Štoček              | Slovaquie                 | ATT Investments           | 11 pts                    |

#### Classement par équipes
| Classement par équipes | Classement par équipes | Classement par équipes | Classement par équipes |
| Équipe                 | Équipe                 | Pays                   | Temps                  |
| ---------------------- | ---------------------- | ---------------------- | ---------------------- |
| 1re                    | Ineos Grenadiers       | Royaume-Uni            | 52 h 00 min 30 s       |
| 2e                     | Eolo-Kometa            | Italie                 | + 1 min 33 s           |
| 3e                     | Caja Rural-Seguros RGA | Espagne                | + 3 min 17 s           |
| 4e                     | ATT Investments        | Tchéquie               | + 4 min 25 s           |
| 5e                     | Tudor Pro Cycling Team | Suisse                 | + 4 min 25 s           |
| 6e                     | Team Jayco AlUla       | Australie              | + 4 min 34 s           |
| 7e                     | Lotto Dstny            | Belgique               | + 5 min 07 s           |
| 8e                     | Soudal Quick-Step      | Belgique               | + 5 min 27 s           |
| 9e                     | Israel-Premier Tech    | Israël                 | + 6 min 19 s           |
| 10e                    | Trek-Segafredo         | États-Unis             | + 7 min 38 s           |

## Évolution des classements
| Étape              | Vainqueur          | Classement général | Classement par points | Classement de la montagne | Classement du meilleur hongrois | Classement par équipes |
| ------------------ | ------------------ | ------------------ | --------------------- | ------------------------- | ------------------------------- | ---------------------- |
| 1                  | Dylan Groenewegen  | Dylan Groenewegen  | Dylan Groenewegen     | Matúš Štoček              | Balázs Rózsa                    | UAE Team Emirates      |
| 2                  | Fabio Jakobsen     | Fabio Jakobsen     | Phil Bauhaus          | Matúš Štoček              | Balázs Rózsa                    | Trek-Segafredo         |
| 3                  | Marc Hirschi       | Marc Hirschi       | Matúš Štoček          | Filippo Ridolfo           | Márton Dina                     | Ineos Grenadiers       |
| 4                  | Yannis Voisard     | Marc Hirschi       | Matúš Štoček          | Sebastian Schönberger     | Márton Dina                     | Ineos Grenadiers       |
| 5                  | annulé             | Marc Hirschi       | Matúš Štoček          | Sebastian Schönberger     | Márton Dina                     | Ineos Grenadiers       |
| Classements finals | Classements finals | Marc Hirschi       | Matúš Štoček          | Sebastian Schönberger     | Márton Dina                     | Ineos Grenadiers       |